# کمپانی ملی کیف پول
کمپانی ملی کیف پول به اختصار (CNP) یک شرکت هلدینگ بلژیکی است که در بخش های مختلفی در شرکتهایی سرمایه‌گذاری کرده است که می تواند به عنوان بازاریاب در نظر گرفته شود و در آن بتواند در دراز مدت به عنوان یک سهامدار حرفه ای نقش فعالی داشته باشد.